# Helmut Kopka
Helmut Kopka (* 2. Mai 1932 in Dortmund; † 7. Januar 2009) war ein deutscher Physiker und Sachbuchautor.

## Leben
Kopka studierte Physik an der Georg-August-Universität Göttingen. Von 1963 bis 1997 war Kopka wissenschaftlicher Mitarbeiter am Max-Planck-Institut für Aeronomie, heute Max-Planck-Institut für Sonnensystemforschung. In den 1970er Jahren war er maßgeblich an der Planung der später zu European Incoherent Scatter Scientific Association (EISCAT) gehörenden Kurzwellenanlage zur Ionosphärenforschung (Ionospheric Heating facility) in Tromsø beteiligt.
In den 1980er Jahren kam Helmut Kopka während eines Aufenthaltes in den Vereinigten Staaten erstmals mit dem Textsatzsystem TeX in Berührung. Nach seiner Rückkehr führte er das Softwarepaket LaTeX im Max-Planck-Institut ein und erarbeitete Anleitungen zum Einsatz des Systems. Diese bildeten die Grundlage einer 1988 veröffentlichten Einführung zum Thema, die zu den ersten deutschsprachigen Abhandlungen zu LaTeX gehört. Kopkas dreibändige Abhandlung zum Thema LaTeX, erstveröffentlicht zwischen 1994 und 1997, galt als Standardwerk.

## Veröffentlichungen (Auswahl)
- LATEX. Bd. 1 – Einführung. 3., überarb. Auflage. Addison-Wesley, München 2002, ISBN 3-8273-7038-8.
- LATEX. Bd. 2 – Ergänzungen. 3., überarb. Auflage. Addison-Wesley, München 2002, ISBN 3-8273-7039-6.
- LATEX. Bd. 3 – Erweiterungen. Korrigierter Nachdruck der 2. Auflage. Addison-Wesley, München 2002. ISBN 3-8273-7043-4.
- mit P. W. Daly: Guide to LaTeX. 4. Auflage, Addison-Wesley, 2003, ISBN 978-0-321-17385-0.